# Wissadula glechomifolia
Wissadula glechomifolia là một loài thực vật có hoa trong họ Cẩm quỳ. Loài này được (A. St.-Hil.) R.E. Fr. miêu tả khoa học đầu tiên năm 1908.